# Livslevande (album)
Livslevande är ett livealbum från 1990 av Tommy Körberg.

## Låtlista
1. När Solen lämnar dig
2. Du ljuvlighet
3. Du är det vackra jag ser
4. Speak Low
5. Tillägnan
6. Chrysaetos
7. Is That All There Is?
8. Likgiltigheten är en form
9. Nu har jag fått den jag vill ha
10. Nu är det gott att leva
11. Han har ihop det med min fru
12. Gamla älskares sång
13. Jag ser
14. Karusell
15. I Want to Be Part of Your Dreams

## Medverkande

### Musiker
- Mats Bergström -  Akustisk gitarr och elgitarr
- André Ferrari - Trummor och synthesizers
- Stefan Nilsson - Flygel och keyboards
- Teddy Walter - Kontrabas och elbas